# Colletes senilis
Colletes senilis är en biart som först beskrevs av Eduard Friedrich Eversmann 1852.  Colletes senilis ingår i släktet sidenbin, och familjen korttungebin. Inga underarter finns listade i Catalogue of Life.